# Битва за Мён Рян
«Би́тва за Мёнрян» (кор. 명량) — южнокорейский военно-исторический художественный фильм режиссёра Ким Ханмина, повествующий о легендарном адмирале корейского флота XVI в. Ли Сунсине и его командовании войсками во время битвы в проливе Мёнрян. Мировая премьера состоялась 30 июля 2014 года. Первый фильм Ханмина о значимых эпизодах Имдинской войны, два других — «Битва у острова Хансан» (2022) и «Битва в проливе Норян» (2023) вышли через несколько лет и сформировали трилогию.
Всего через двенадцать дней после премьеры фильм посмотрело 10 миллионов зрителей, установив рекорд по просмотрам за данный отрезок в Южной Корее. По общему числу зрителей за всё время проката в Южной Корее фильм превзошёл рекорд «Аватара» — 13 миллионов зрителей, что сделало его самым просматриваемым и вторым самым кассовым южнокорейским фильмом всех времён с 17,6 миллионами просмотров и мировыми сборами 138,3 миллиона долларов США.

## Сюжет
1597 год, Имдинская война между силами Кореи и Японии. Во главе корейского флота — адмирал Ли Сунсин (Чхве Минсик). В его распоряжении всего 12 судов. Флот японцев, состоящий из 330 кораблей, готовится начать наступление, и японцы абсолютно уверены в победе. Однако адмирал Ли отваживается принять бой, несмотря на очевидное неравенство сил и недоумение большинства капитанов остальных судов. Но не всё так просто, ведь Ли Сунсин обладает преимуществом, которое не учли японцы — выгодными знаниями об особенностях акватории, в которой предстоит бой, и он верит, что сможет использовать его. 
Планируя вторжение на своей базе в Хэнаме, японские захватчики под командованием Тодо Такаторы уверены, что запланированное наступление на Хансон (нынешний Сеул) для захвата короля Сонджо увенчается успехом. Тем не менее, они принимают тактику выжидания в связи с новостями о том, что прославленный адмирал корейского флота Ли Сунсин всё же вернулся к командованию из заключения после того, как корейский флот подвергся катастрофическому поражению в битве при Чильчолляне, в результате которой осталась лишь дюжина боеспособных судов. Чтобы обеспечить успех операции, действующий сёгун Тоётоми Хидэёси отправляет одного из своих лучших военно-морских командиров, Курусиму Мичифуса, к командиру флота клана Мураками, который, хоть и является экспертом в военно-морских боях, но тем не менее пользуется шаткой репутацией предводителя пиратов среди своих товарищей даймё. Один из адмиралов так называемой Левой армии Японии, Вакидзава Ясухару, впервые встречается с Курусимой и его лейтенантом Кимурой во время казни остатков пленных солдат корейского флота на побережье у пристани. Он особенно не доверяет Курусиме и даже несколько раз в пылу словесных перепалок хватается за меч, особенно после того, как последний оскорбляет его, припомнив его поражение у острова Хансандо. Позже Куруcима и его личный приближённый, снайпер Хару, пьют сакэ, пока первый подробно повествует о своей личной вендетте против Ли Сунсина, заявляя, что его брат Мичиюки был убит именно им ранее в одной из битв в начале войны.
Между тем Ли Сунсин сталкивается с нарастающим отчаянием как среди офицеров, так и среди простых солдат. Предвидя столкновение с вражескими силами, которые намного превосходят их численностью, и не видя разумных шансов на успех в неизбежном бою, многие считают битву проигранной ещё до того, как она началась. Несмотря на внешнее безразличие, Ли испытывает трудности с поддержанием морального духа среди своих людей и отчаянно пытается найти решение своей проблемы. Тем не менее, кажется, что критический момент наступает, когда генерал Пэ Соль, дезертир в битве при Чильчолляне, поджигает новопостроенный корабль-черепаху, а также подсылает убийц к спящему Ли Сунсину. И хотя адмиралу удаётся отбиться, так как он внезапно просыпается от кошмарного сна, а Пэ убит за предательство, корабль не удаётся потушить, он догорает, что усугубляет положение и ещё больше деморализует корейцев. Эти новости вселяют дополнительную уверенность среди японцев, пока Ли Сунсин отправляется в пролив Мённян, район, известный своими сильными опасными течениями и водоворотами, который японцы намерены пересечь на пути в Хансон. Адмирал планирует воспользоваться особенностями местных вод, а позже он признаётся своему сыну Хоу, что для победы в битве он должен каким-то образом превратить страх, парализующий его людей, в храбрость.
Понимая, что прибытие японского атакующего флота лишь вопрос времени, Ли покидает свою базу и перебирается в Усуён после того, как принимает решение сжечь военно-морские объекты на своей базе. На следующее утро флот Ли прибывает в узкий пролив, и вскоре его встречают японцы, которые используют утренний прилив для пересечения пролива, Курусима возглавляет авангардные силы. Ли вступает в бой с флотом Курусимы, но, поскольку другие корейские командиры все ещё не рискуют вмешиваться, флагманское судно адмирала Ли после серии удачных манёвров и уничтожения нескольких японских судов, всё же попадает в окружение и подвергается атакам абордажных групп. В явно безнадёжной ситуации Ли приказывает выстрелить несколькими пушками с левого борта гребной палубы одновременно, чтобы использовать отдачу тяжёлых орудий и попытаться вырваться из окружения. Как и надеялся Ли, замысел удачно срабатывает: этот дерзкий способ вдохновляет капитанов остальных пханоксонов на дальнейшую борьбу с врагом.
Когда наступает отлив и образуется водоворот посреди канала, укрепляя тем самым оборонительную позицию Ли, Куруcима приказывает всем своим кораблям нанести решительный удар: первым делом он посылает загруженный порохом корабль в стан корейцев. Офицер Хару пытается остановить его, но погибает, хотя его жертва оказалась не напрасна — солдаты на флагмане Ли Сунсина догадываются о вероломной уловке и подрывают судно прежде, чем оно подойдёт на опасное расстояние. Воодушевлённые корейские солдаты ожесточённо сопротивляются, хотя и несут тяжёлые потери. Отчаянное положение Курусимы наблюдает Тодо, который просто смеётся на предложение Като отправить подкрепление. Курусима, осознав, что теперь он сам по себе, догоняет корейский флагман и присоединяется к абордажу, однако лучники останавливают его. Несмотря на ранения, Курусима набрасывается на Сунсина, но тот сразу же обезглавливает японца.
Когда сам корабль Ли попадает в водоворот, гребцы, солдаты и даже местные рыбаки общими усилиями вытаскивают судно обратно в безопасные воды. Вместе с остальным флотом адмирал Ли выступает в контратаку, которая наносит сокрушительный удар японским силам, заставляя их в конечном счёте отступить. Картина завершается воспоминанием о первой встрече японцев с кораблём-черепахой в 1592 году.

## В ролях
| Актёр        | Роль                                    |
| ------------ | --------------------------------------- |
| Чхве Мин Сик | адмирал Ли Сунсин (Admiral Yi Sun-Shin) |
| Рю Сынрён    | генерал Курусима (General Kurushima)    |
| Чо Джинун    | Вакидзава Ясухару (Wakizaka Yasuharu)   |
| Ким Мёнгон   | главнокомандующий Тодо (Commander Todo) |
| Чин Гу       | Лим Джунъён (Lim Jun-young)             |
| Ли Джонхён   | вдова (War Widow)                       |

## Историческая основа
В XVI веке генерал Тоётоми Хидэёси объединил Японию, и долгая гражданская война в Японии закончилась. В то время большинство корейцев не думали о возможности вторжения из Японии и игнорировали её готовность к войне. Следовательно, как корейская армия, так и флот, за исключением адмирала Ли Сунсина, не были готовы к вторжению из Японии. Только адмирал Ли Сунcин готовился к войне против Японии, строя корабли и разрабатывая оружие. В 1592 году, когда Япония вторглась в Корею, разразилась Имдинская война. С самого начала войны японская армия, хорошо испытанная в результате гражданской войны, легко побеждала корейцев и быстро продвигалась на север. Однако в море корейский флот адмирала Ли Сунcина уничтожил военно-морской флот Японии в последовательных сражениях. Это остановило продвижение японцев через Корейский полуостров и отрезало морские линии, необходимые для пополнения запасов армии.
Однако в 1597 году из-за японского шпионского заговора и политического заговора при корейском королевском дворе адмирал Ли Сунсин был заключен в тюрьму, после чего другой адмирал, Вон Гюн, был назначен командовать корейским флотом. Тем не менее, адмирал Вон в своём первом и последнем морском сражении, атаковав японский флот, потерпел серьёзное поражение в битве при Чильчолляне и потерял большую часть боевых кораблей, более 200 из них, а сам погиб в бою.
После этого поражения корейское правительство освободило Ли Сунсина и вернуло его на должность адмирала, но из-за катастрофических потерь в предыдущем сражении флот состоял всего лишь из 12 боевых кораблей. Корейское правительство предложило Ли отказаться от ведения войны на море и присоединиться к любым боям на суше. Однако адмирал считал, что вместо этого ему следует помешать японскому флоту продвигаться по морю. Он понимал, что не всё зависит от числа судов, а правильная стратегия принесёт ему победу, хотя он и не рассчитывал на поддержку своих людей. В октябре 1597 года японский флот из 330 кораблей атаковал корейский флот из 12 кораблей.
Когда японцы двинулись к корейскому флоту, адмирал Ли заманил японский флот в длинный и узкий пролив с быстрым и сильным течением. Он также препятствовал навигации японского флота, заблокировав пролив стальными цепями (хотя факт использования таких конструкций не доказан). Многие японские корабли собрались и застряли в узком проливе, потеряв таким образом боевую инициативу. Пушки корейских военных кораблей за пределами пролива обстреляли японские суда. Японский флот, потеряв 31 корабль, отступил на восток и, наконец, отказался от продвижения на запад по морю.

## Зрители и кассовые сборы

### Южная Корея
В день премьеры 30 июля 2014 года картина привлекла 682 882 зрителя, собрав 4,77 миллионов долларов США, что стало самым высоким результатом в Южной Корее, как для зарубежных, так и для отечественных фильмов, при этом был побит предыдущий рекорд, установленный фильмом «Кундо: Эпоха угрозы». Затем были установлены и другие кассовые рекорды:
- самые высокие сборы в первый уик-энд с 3,35 миллионами зрителей (сборы 25,94 млн $), которые превзошли рекорд «Трансформеров 3» в 2,37 миллиона, установленный в 2011 году, на 41 %;
- самый прибыльный день конкретного фильма в истории Южной Кореи с 1,25 миллионами просмотров (сборы 9,71 млн $);
- первый раз, когда фильм собрал более 10 миллиардов вон (₩) за один день;
- первый фильм, быстрее всех получивший 10 миллионов просмотров[10][11][12][13].

К 15 августа «Битва за Мён Рян» стала самым просматриваемым фильмом в Южной Корее, побив предыдущий рекорд голливудского блокбастера «Аватар» (13,62 миллиона). К 17 августа он стал первым фильмом, на который было продано более 14 миллионов билетов в южнокорейских кинотеатрах, и первым отечественным фильмом, сборы которого превысили отметку в 100 миллионов долларов США. Общий прокатный результат: 17 607 820 зрителей и 132 миллиона долларов США в Южной Корее. При этом на конец 2021 года «Битва за Мён Рян» удерживает абсолютный рекорд по числу зрителей, а по сборам фильм сместился на вторую строчку лишь в 2019 году после премьеры картины «Экстремальная работа».

## Отзывы и критика
Критики в целом, одобрительно отзывались о картине. По данным агрегатора Rotten Tomatoes, фильм получил 86 % «свежести» на основе семи рецензий. К примеру, Мартин Тсай из Los Angeles Times оставил следующий вердикт: «Морские сражения абсолютно эпичны, они даже более реалистичные и захватывающие, чем в „Битве у Красной скалы“ Джона Ву или даже в „Хозяине морей“ Питера Уира».

## Даты выхода
| Страна                        | Дата премьеры                   | Локализованное название                                   |
| ----------------------------- | ------------------------------- | --------------------------------------------------------- |
| Южная Корея                   | 30 июля 2014                    | 명량                                                      |
| США                           | 15 августа 2014                 | The Admiral                                               |
| Вьетнам                       | 5 сентября 2014                 | Myeong-ryang                                              |
| Австралия                     | 18 сентября 2014                | The Admiral: Roaring Currents                             |
| Нидерланды                    | 12 апреля 2015                  | Myeong-ryang                                              |
| Германия                      | 20 июля 2015                    | The Admiral : Roaring Currents                            |
| Япония                        | 12 августа 2015                 | バトル・オーシャン 海上決戦 ("Battle Ocean Kaijō Kessen") |
| Филиппины                     | 2 сентября 2015                 | Myeong-ryang                                              |
| Германия (расширенная версия) | 14 марта 2016                   | Myeong-ryang                                              |
| Аргентина                     | 10 сентября 2016                | El Almirante: Rugido de las Corrientes                    |
| Индия                         | 4 октября 2017 (интернет-релиз) | The Admiral: Roaring Currents                             |